# Strömsholm (naturreservat)
Strömsholm är ett naturreservat i  Kungsörs,
Köpings, Västerås och Hallstahammars kommuner i Västmanlands län.
Området är naturskyddat sedan 1979 och är 2 389 hektar stort. Reservatet omfattar natur omkring Strömsholms slott och öar och halvöar i viken söder sydost om slottet. Reservatet består av hagar med ekar och andra lövträd.